# Nello Caserta
Nello Caserta (Napoli, 31 ottobre 1905 – 23 settembre 1990) è stato un politico italiano.

## Biografia
Fu deputato alla Camera nella I legislatura per la Democrazia Cristiana, eletto nel collegio di Napoli.